# 卡罗尔·博苏克
卡罗尔·博苏克（1905年5月8日—1982年1月24日）是一位波兰数学家，专攻拓扑学，在泛函分析上也有所建树。